# Campionati mondiali di sollevamento pesi 2018 - 71 kg femminile
Le gare di sollevamento pesi della categoria fino a 71 kg femminile — pesi massimi leggeri — dei campionati mondiali del 2018 si sono svolte il 6 novembre 2018 ad Aşgabat presso la Weightlifting Arena dell'Aşgabat Olympic Complex.

## Programma
L'orario indicato corrisponde a quello turkmeno (UTC+05:00)
| Data            | Orario | Evento   |
| --------------- | ------ | -------- |
| 6 novembre 2018 | 08:00  | Gruppo C |
| 6 novembre 2018 | 12:00  | Gruppo B |
| 6 novembre 2018 | 17:25  | Gruppo A |

## Medagliate
Per ciascun esercizio, le prime tre classificate sono le seguenti:
| Esercizio | Oro          | Oro    | Argento           | Argento | Bronzo            | Bronzo |
| --------- | ------------ | ------ | ----------------- | ------- | ----------------- | ------ |
| Strappo   | Zhang Wangli | 115 kg | Nadežda Lichačёva | 112 kg  | Sara Ahmed        | 111 kg |
| Slancio   | Zhang Wangli | 152 kg | Sara Ahmed        | 141 kg  | Mattie Rogers     | 133 kg |
| Totale    | Zhang Wangli | 267 kg | Sara Ahmed        | 252 kg  | Nadežda Lichačёva | 242 kg |

## Record
Prima di questa competizione, i record mondiali esistenti erano i seguenti:
| Record mondiale | Strappo | Mondiale standard | 117 kg | — | 1º novembre 2018 |
| Record mondiale | Slancio | Mondiale standard | 147 kg | — | 1º novembre 2018 |
| Record mondiale | Totale  | Mondiale standard | 261 kg | — | 1º novembre 2018 |

## Risultati
| Pos. | Atleta                       | Gr. | Peso atleta | Strappo (kg) | Strappo (kg) | Strappo (kg) | Strappo (kg) | Slancio (kg) | Slancio (kg) | Slancio (kg) | Slancio (kg) | Totale |
| Pos. | Atleta                       | Gr. | Peso atleta | 1            | 2            | 3            | Pos.         | 1            | 2            | 3            | Pos.         | Totale |
| ---- | ---------------------------- | --- | ----------- | ------------ | ------------ | ------------ | ------------ | ------------ | ------------ | ------------ | ------------ | ------ |
|      | Zhang Wangli (CHN)           | A   | 70.10       | 108          | 113          | 115          |              | 140          | 148          | 152          |              | 267    |
|      | Sara Ahmed (EGY)             | A   | 71.00       | 105          | 110          | 111          |              | 136          | 141          | —            |              | 252    |
|      | Nadežda Lichačёva (KAZ)      | A   | 68.40       | 105          | 110          | 112          |              | 130          | 130          | 136          | 7            | 242    |
| 4    | Anastasija Romanova (RUS)    | A   | 70.49       | 105          | 110          | 113          | 4            | 125          | 130          | 133          | 6            | 240    |
| 5    | Mattie Rogers (USA)          | A   | 69.87       | 100          | 103          | 105          | 5            | 130          | 133          | 137          |              | 238    |
| 6    | Meredith Alwine (USA)        | A   | 70.77       | 98           | 98           | 101          | 7            | 128          | 132          | 135          | 4            | 233    |
| 7    | Mari Sánchez (COL)           | A   | 70.38       | 103          | 106          | 107          | 6            | 120          | 125          | 125          | 8            | 228    |
| 8    | Jennifer Cantú (MEX)         | A   | 70.08       | 92           | 98           | 98           | 13           | 124          | 124          | 124          | 9            | 216    |
| 9    | Charlotte Åkerlund (SWE)     | B   | 69.28       | 94           | 97           | 100          | 8            | 113          | 116          | 118          | 11           | 215    |
| 10   | Yekaterina Stolyarenko (KAZ) | B   | 68.58       | 90           | 94           | 96           | 10           | 115          | 118          | 122          | 10           | 212    |
| 11   | Gülnabat Kadyrowa (TKM)      | B   | 70.80       | 94           | 96           | 98           | 9            | 112          | 115          | 115          | 16           | 211    |
| 12   | Kim Su-hyeon (KOR)           | B   | 70.36       | 90           | 93           | 96           | 11           | 115          | 116          | 123          | 13           | 209    |
| 13   | Liu Lan-yin (TPE)            | B   | 69.02       | 90           | 93           | 95           | 12           | 110          | 115          | 115          | 15           | 208    |
| 14   | Eri Mitsuke (JPN)            | B   | 69.71       | 90           | 90           | 93           | 15           | 113          | 115          | 117          | 12           | 207    |
| 15   | Kristel Macrohon (PHI)       | B   | 69.73       | 85           | 85           | 90           | 16           | 110          | 115          | 120          | 14           | 205    |
| 16   | Berfin Altun (TUR)           | C   | 66.97       | 85           | 87           | 90           | 21           | 109          | 114          | 119          | 17           | 201    |
| 17   | Eleni Kourtelidou (GRE)      | C   | 70.99       | 85           | 88           | 88           | 19           | 105          | 108          | 111          | 18           | 199    |
| 18   | Jolanta Wiór (POL)           | B   | 70.59       | 90           | 93           | 93           | 14           | 108          | 112          | 113          | 20           | 198    |
| 19   | Liana Gyurjyan (ARM)         | B   | 70.24       | 85           | 85           | 90           | 22           | 105          | 110          | 110          | 19           | 195    |
| 20   | Anastasija Mičalenka (BLR)   | C   | 67.28       | 83           | 87           | 89           | 20           | 107          | 113          | 115          | 21           | 194    |
| 21   | Otgonbayaryn Darkhijav (MGL) | C   | 70.41       | 82           | 86           | 89           | 17           | 100          | 103          | 104          | 22           | 189    |
| 22   | Simona Hertlová (CZE)        | C   | 69.11       | 85           | 88           | 90           | 18           | 100          | 104          | 104          | 23           | 188    |
| 23   | Marina Ohman (ISR)           | C   | 66.72       | 83           | 83           | 86           | 24           | 95           | 99           | 102          | 24           | 182    |
| 24   | Sara Sigmundsdóttir (ISL)    | C   | 70.96       | 80           | 84           | 87           | 23           | 95           | 100          | 102          | 26           | 179    |
| 25   | Alessia Wälchli (SUI)        | C   | 67.96       | 78           | 78           | 82           | 26           | 98           | 98           | 98           | 25           | 176    |
| 26   | Mette Pedersen (DEN)         | C   | 69.76       | 79           | 79           | 80           | 25           | 94           | 95           | 99           | 27           | 175    |
| —    | Patricia Strenius (SWE)      | A   | 70.66       | 97           | 97           | 97           | —            | 125          | 128          | 131          | 5            | —      |